# Анкарано
Анкарано (итал. Ancarano) — город в Италии, расположен в регионе Абруццо, подчинён административному центру Терамо (провинция).
Население составляет 1 769 человек, плотность населения составляет 126 чел./км². Занимает площадь 14 км². Почтовый индекс — 64010. Телефонный код — 00861.